# Anatoli Nikolajewitsch Alexandrow
Anatoli Nikolajewitsch Alexandrow (russisch Анатолий Николаевич Александров; * 13.jul. / 25. Mai 1888greg. in Moskau; † 16. April 1982 ebenda) war ein russischer Komponist.

## Leben
Alexandrow entstammte einer musikalischen Familie. Seine Mutter war  Pianistin. Von ihr erhielt Alexandrow seinen ersten Klavierunterricht. Während seiner Kindheit zog seine Familie mehrmals um, lebte aber seit 1906 wieder in Moskau. Zu diesem Zeitpunkt beschloss Alexandrows Mutter, einen Kompositionslehrer für ihren Sohn zu suchen. Auf Vermittlung von Sergei Tanejews hin erhielt dieser ab 1907 zunächst bei Tanejews Schüler Nikolai Schiljajew, ab dem folgenden Jahr bei Tanejew selbst Unterricht. 1910 trat Alexandrow ins Moskauer Konservatorium ein, wo er Klavier bei Konstantin Igumnow (bis 1915) sowie Komposition bei Sergei Wassilenko studierte. Sein Kompositionsstudium absolvierte er 1916 mit einer Goldmedaille. Anschließend musste er als Soldat am Ersten Weltkrieg teilnehmen und kämpfte später für die Rote Armee im Bürgerkrieg. Von 1923 an und ab 1926 als Professor lehrte er Komposition am Moskauer Konservatorium. Diese Lehrtätigkeit beendete er erst 1964, als er pensioniert wurde. Gegen Ende der 1920er Jahre wurde Alexandrow, Mitglied der Vereinigung für zeitgenössische Musik (ASM), von Vertretern der Russischen Assoziation der proletarischen Musiker (RAPM), heftig attackiert. Dies führte zu einer zeitweiligen Schaffenskrise, die durch die Auflösung beider Organisationen Anfang der 1930er Jahre ein Ende fand. Alexandrow war mit einer Sängerin verheiratet und führte ein ruhiges, zurückgezogenes Leben. Obwohl er zu zahlreichen Komponisten wie Nikolai Mjaskowski und Dmitri Schostakowitsch Kontakt hatte, mied er die Öffentlichkeit. Dennoch wurde Alexandrow mit mehreren staatlichen Auszeichnungen versehen.

## Stil
Alexandrow nimmt stilistisch eine Mittelstellung zwischen Alexander Skrjabin und Nikolai Medtner ein. Auch sein Lehrer Sergei Tanejew hatte großen Einfluss auf seine musikalischen Ansichten. Wenngleich Alexandrow nicht auf musikalische Neuerungen verzichtete, blieb er doch immer der Tradition russischer Musik verpflichtet und gehörte nie der Avantgarde an. Den Schwerpunkt seines Schaffens bilden seine Klavierwerke und Liederzyklen. Sein Frühwerk, das etwa bis zum Ende der 1920er Jahre reicht, findet allgemein die stärkste Beachtung in seinem Schaffen. In dieser Zeit zeigte sich Alexandrow besonders experimentierfreudig und erzielte fast impressionistisch anmutende exotische Klangwirkungen. Er wandte sich oft mystischen bis ekstatischen Stimmungen zu und ging bis an den Rand der Tonalität. Als jedoch 1932 die offiziell erwünschte Ästhetik des Sozialistischen Realismus verkündet wurde, änderte Alexandrow seinen Stil erheblich. Dies bedeutete eine Vereinfachung seiner Musiksprache in harmonischer und melodischer Hinsicht. Besonders wandte er sich dem Volksliedgut zu und verwendete dies in vielen Werken. Von dieser Zeit an beschäftigte sich Alexandrow auch mit der Komposition pädagogischer Klaviermusik. Skrjabins Einfluss ließ deutlich nach. Dafür war seine Musik jetzt spätromantisch angehaucht und benutzte ein klar tonales Idiom. In den Kompositionen seiner letzten Lebensjahre blickte er auf seine kompositorische Laufbahn zurück und bevorzugte eine introvertierte Haltung. In den 1920er Jahren galt Alexandrow als einer der führenden Komponisten russischer Klaviermusik.

## Werke
- Orchesterwerke
  - Sinfonie Nr. 1 C-Dur op. 92 (1965)
  - Sinfonie Nr. 2 B-Dur op. 109 (1977/78)
  - Konzertsinfonie für Klavier und Orchester b-Moll op. 102 (1974)
  - Ouvertüre über russische Volksweisen op. 29 (1915, rev. 1930)
  - Ouvertüre über zwei russische Volksweisen op. 65 (1948)
  - Bühnen- und Filmmusik
- Vokalmusik
  - „Zwei Welten“, Oper (1916)
  - „Der Einundvierzigste“, Oper op. 41 (1933–35, unvollendet)
  - „Béla“, Oper op. 51 (1940–45)
  - „Die wilde Bara“, Oper op. 82 (1954–57)
  - „Lewscha“, Kinderoper op. 103 (1975)
  - zahlreiche Lieder für Singstimme und Klavier
- Kammermusik
  - Streichquartett Nr. 1 op. 7 (1914, rev. 1921)
  - Streichquartett Nr. 2 cis-Moll op. 54 (1942)
  - Streichquartett Nr. 3 op. 55 (1942)
  - Streichquartett Nr. 4 C-Dur op. 80 (1953)
  - Violoncellosonate G-Dur op. 112 (1981/82)
- Klaviermusik
  - Sonate Nr. 1 fis-Moll op. 4 „Märchensonate“ (1914)
  - Sonate Nr. 2 d-Moll op. 12 (1918)
  - Sonate Nr. 3 fis-Moll op. 18 (1920, rev. 1956 und 1967)
  - Sonate Nr. 4 C-Dur op. 19 (1922, rev. 1954)
  - Sonate Nr. 5 gis-Moll op. 22 (1923, rev. 1938)
  - Sonate Nr. 6 G-Dur op. 26 (1925)
  - Sonate Nr. 7 D-Dur op. 42 (1932)
  - Sonate Nr. 8 B-Dur op. 50 (1939–44)
  - Sonate Nr. 9 c-Moll op. 61 (1945)
  - Sonate Nr. 10 F-Dur op. 72 (1951)
  - Sonate Nr. 11 C-Dur op. 81 „Sonate-Fantasie“ (1955)
  - Sonate Nr. 12 h-Moll op. 87 (1962)
  - Sonate Nr. 13 fis-Moll op. 90 „Märchensonate“ (1964)
  - Sonate Nr. 14 E-Dur op. 97 (1971)
  - Kleine Suite Nr. 1 op. 33 (1929)
  - Kleine Suite Nr. 2 op. 78 (1952)
  - Kleine Suite Nr. 3 op. 101 (1973)
  - "Obsession passée", 4 Fragmente op. 6 (1911–17)
  - „Acht Stücke nach Motiven von Liedern der Völker der UdSSR“ op. 46 (1937)
  - „Romantische Episoden“, 10 Stücke op. 88 (1962)
  - „Erinnerungen“, 5 Stücke op. 110 (1979)
  - „Visionen“, 2 Stücke op. 111 (1979, unvollendet)
  - zahlreiche kleinere Stücke